# Ars-en-Ré
Ars-en-Ré är en kommun i departementet Charente-Maritime i regionen Nouvelle-Aquitaine i västra Frankrike. Kommunen ligger i kantonen Île de Ré som ligger i arrondissementet La Rochelle. År 2022 hade Ars-en-Ré 1 306 invånare.
Ars-en-Ré är en av 10 kommuner som ligger på Île de Ré.

## Sevärt
- Kyrktornet till Sankt Stefanskyrkan i Ars-en-Ré är målat i svart och vitt och tjänar som landmärke
- Fier d'Ars (havsvik)
- Saliner

## Befolkningsutveckling
| Befolkningsutvecklingen i Ars-en-Ré 1968–2021 | Befolkningsutvecklingen i Ars-en-Ré 1968–2021 | Befolkningsutvecklingen i Ars-en-Ré 1968–2021 | Befolkningsutvecklingen i Ars-en-Ré 1968–2021 | Befolkningsutvecklingen i Ars-en-Ré 1968–2021 |
| --------------------------------------------- | --------------------------------------------- | --------------------------------------------- | --------------------------------------------- | --------------------------------------------- |
|                                               |                                               |                                               |                                               |                                               |
| År                                            |                                               |                                               | Folkmängd                                     |                                               |
| 1968                                          | 1968                                          |                                               | 915                                           |                                               |
| 1975                                          | 1975                                          |                                               | 961                                           |                                               |
| 1982                                          | 1982                                          |                                               | 1 023                                         |                                               |
| 1990                                          | 1990                                          |                                               | 1 165                                         |                                               |
| 1999                                          | 1999                                          |                                               | 1 294                                         |                                               |
| 2007                                          | 2007                                          |                                               | 1 315                                         |                                               |
| 2015                                          | 2015                                          |                                               | 1 318                                         |                                               |
| 2021                                          | 2021                                          |                                               | 1 297                                         |                                               |